# Alex Sarr
Alexandre "Alex" Dam Sarr (Bordéus, 26 de abril de 2005) é um jogador francês de basquete profissional que atualmente joga no Washington Wizards da National Basketball Association (NBA).
Ele jogou pelo Perth Wildcats da  National Basketball League (NBL) antes de ser selecionado pelos Wizards como a segundo escolha geral no draft da NBA de 2024. Ele é o irmão mais novo de Olivier Sarr.

## Primeiros anos
Sarr nasceu em 26 de abril de 2005 em Bordéus, França. Ele cresceu em uma família de jogadores de basquete, inicialmente em Bordéus e depois em Toulouse. Ele começou a jogar basquete aos quatro anos de idade. Em 2019, Sarr se juntou ao Real Madrid e jogou duas temporadas pelo time juvenil.

## Carreira profissional

### Overtime Elite (2021–2023)
Em 2021, Sarr se mudou para os Estados Unidos para se juntar à recém-criada liga Overtime Elite em Atlanta, garantindo a ele um caminho profissional alternativo com um salário mínimo garantido de pelo menos US$ 100.000 por ano. Ele jogou duas temporadas no Overtime Elite, a primeira com o Team Overtime e a segunda com o YNG Dreamerz.

### Perth Wildcats (2023–2024)
Em 9 de maio de 2023, Sarr assinou com o Perth Wildcats da National Basketball League (NBL), juntando-se ao time como parte do programa Next Stars da liga para a temporada de 2023–24. Ele entrou na temporada como um prospecto de draft altamente elogiado. Em 28 de dezembro, ele sofreu uma distensão no quadril em um jogo contra o Adelaide 36ers e perdeu as quatro semanas seguintes. Em 27 de janeiro de 2024, ele registrou 18 pontos e cinco bloqueios em uma vitória de 103–91 sobre o South East Melbourne Phoenix. Ele terminou a temporada com médias de 9,4 pontos, 4,3 rebotes, 1,5 bloqueios e 0,9 assistências em 17 minutos, ajudando Perth a chegar às semifinais do play-off da NBL.

### Washington Wizards (2024–Presente)
Em 12 de abril de 2024, Sarr anunciou que havia se declarado para o draft da NBA de 2024; sua entrada foi confirmada pela NBA em 2 de maio. Em 26 de junho, Sarr foi selecionado pelo Washington Wizards como a segunda escolha geral. Ele foi escolhido ao lado dos compatriotas franceses Zaccharie Risacher (escolhido pelo Atlanta Hawks como a primeira escolha geral) e Tidjane Salaün (escolhido pelo Charlotte Hornets como a sexta escolha geral), tornando a França a primeira nação estrangeira a ter pelo menos três jogadores nativos escolhidos nas 10 primeiras posições de qualquer draft da NBA. Em 6 de julho, Sarr assinou um contrato de 4 anos e US$51 milhões com os Wizards.
Sarr teve dois pontos, cinco rebotes, uma assistência e dois bloqueios em sua estreia na NBA em 24 de outubro.

## Carreira na seleção
Em 2022, Sarr ajudou a Seleção Francesa a ganhar o bronze na Copa do Mundo Sub-17 de 2022 e a prata na Copa do Mundo Sub-19 de 2023.

## Estatísticas da carreira

### NBL
| Ano     | Equipe | PJ | PT | MPJ  | AP   | 3P   | LL   | RT  | AS | BR | TO  | PPJ |
| ------- | ------ | -- | -- | ---- | ---- | ---- | ---- | --- | -- | -- | --- | --- |
| 2023–24 | Perth  | 27 | 0  | 17.3 | .516 | .286 | .710 | 4.3 | .9 | .4 | 1.5 | 9.4 |

## Vida pessoal
Sarr é descendente de senegaleses. Seu pai, Massar, é um ex-jogador profissional de basquete do Senegal, enquanto seu irmão mais velho, Olivier, jogou pelo Oklahoma City Thunder da NBA.

## Prêmios e homenagens
NBA
- NBA All-Rookie Team:
  - Primeiro time: 2025[24]